# Steganacarus carinatus
Steganacarus carinatus är en kvalsterart som först beskrevs av Koch 1841.  Steganacarus carinatus ingår i släktet Steganacarus och familjen Phthiracaridae. Inga underarter finns listade i Catalogue of Life.